# 715
715 је била проста година.

## Догађаји
- Мај – У побуни војске свргнут је цар Анастасије II, а наследио га је Теодосије III, порезник из теме Опсикион (савремена Турска). После шестомесечне опсаде, Теодосије и његове трупе заузимају Цариград; Анастасије је приморан да се одрекне престола и повлачи се у манастир у Солуну.
- 26. септембар – Битка код Компијења: Рагенфрид, градоначелник палате Неустрије и Бургундије (именован од краља Дагоберта III), побеђује Теудоалда у првој бици франачког грађанског рата, након смрти Пипина II (од Херстала).
- Дагоберт III умире од болести и наследио га је Хиперик II, син Чилдерика II, као краљ Неустрије. Карло Мартел је ослобођен из затвора у Келну и проглашен је градоначелником палате Аустразије у главном граду Мецу.
- Битка код Воден'с Бурга: Краљеви Ине од Вессекса и Цеолред од Мерсије сукобљавају се у Воден'с Бургу (Вилтшир).
- Краљ Нехтан Мак Дер-Илеј позива нортамбријско свештенство да успостави хришћанство међу Пиктима.
- 23. фебруар – Калиф Ел-Валид I умире у Дамаску после десетогодишње владавине, а наследио га је његов брат Сулејман ибн Абд ел-Малик. Током његове владавине Омајадски калифат достиже свој врхунац, са успешним кампањама предузетим у Трансоксијани (Централна Азија), Синду (Пакистан), Хиспанији и против Византијског царства.
- Омајадско освајање Хиспаније: Арапи предвођени Тариком ибн Зијадом напредују из области Ла Риоха (данашња Шпанија) и освајају град тврђаву Леон.
- Царица Генмеи абдицира са престола након 8-годишње владавине, у којој је изградила реплику кинеске царске палате у новој престоници Јапана, Нари. Генмеи је наследила њена ћерка Геншо.
- 9. април – Папа Константин умире у Риму након 7-годишњег епископства. Наследио га је папа Гргур II као 89. римски епископ.
- Вининг, ирски монах, слеће на ушће реке Гарнок у Шкотској и оснива заједницу или ћелију монаха.
- Новоименовани Патријарх цариградски Герман I организује сабор који пропагира Диотелитизам и покушава да побољша односе са Јерменском Апостолском Црквом.
- Опатију Тјуксбери су основала племићка браћа Одо и Додо на месту древне пустиње у Енглеској.